# Rheinhafen Andernach

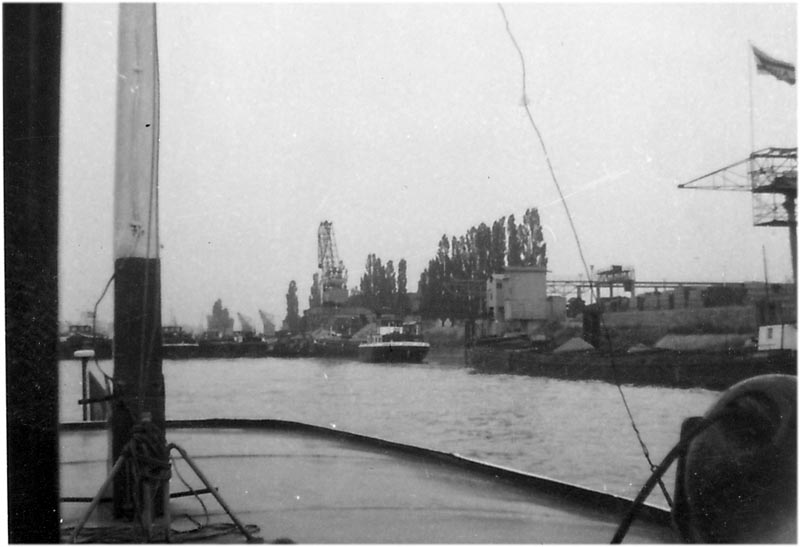
Stromhafen in den 1950ern

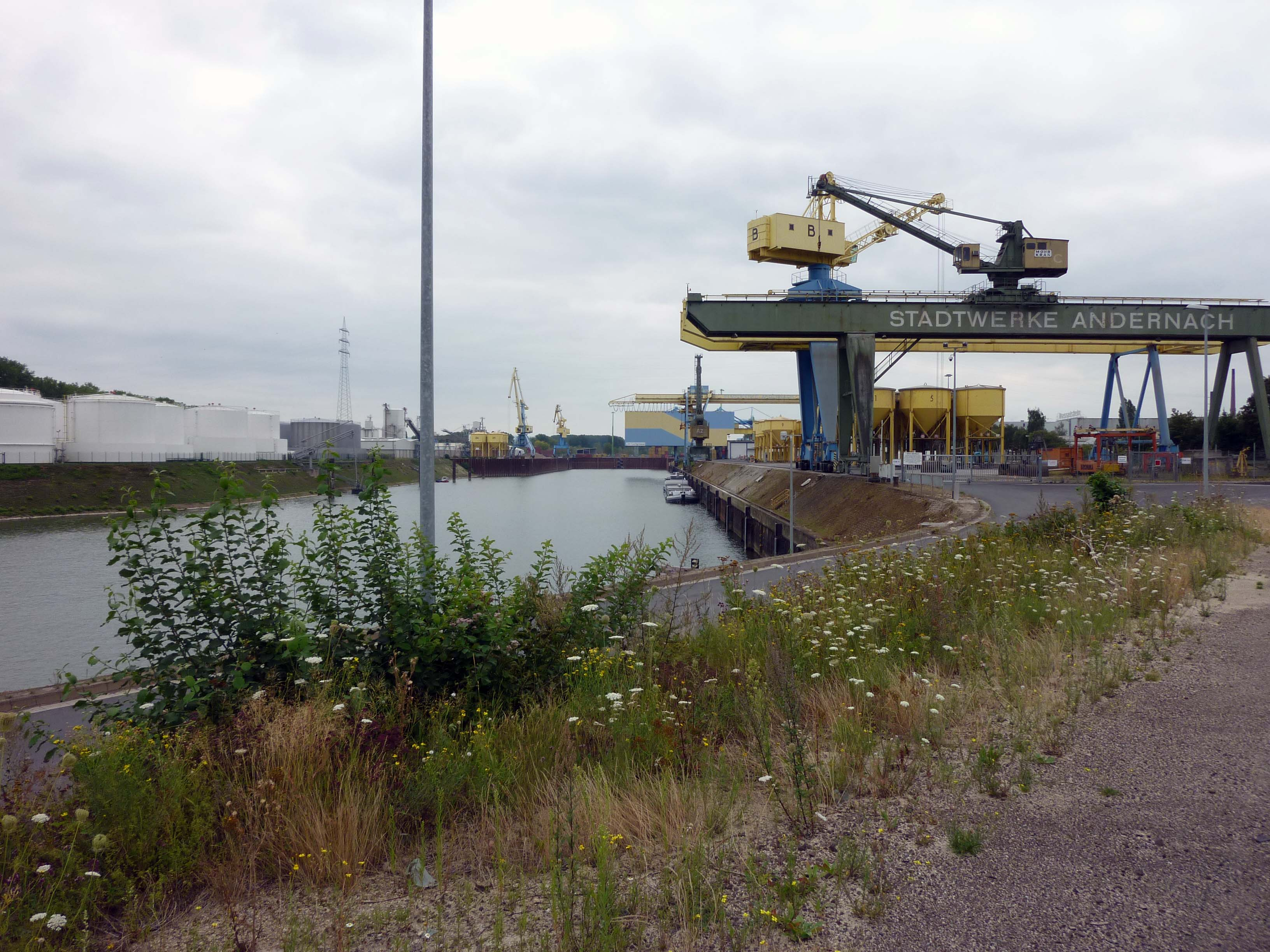
Blick ins Hafenbecken

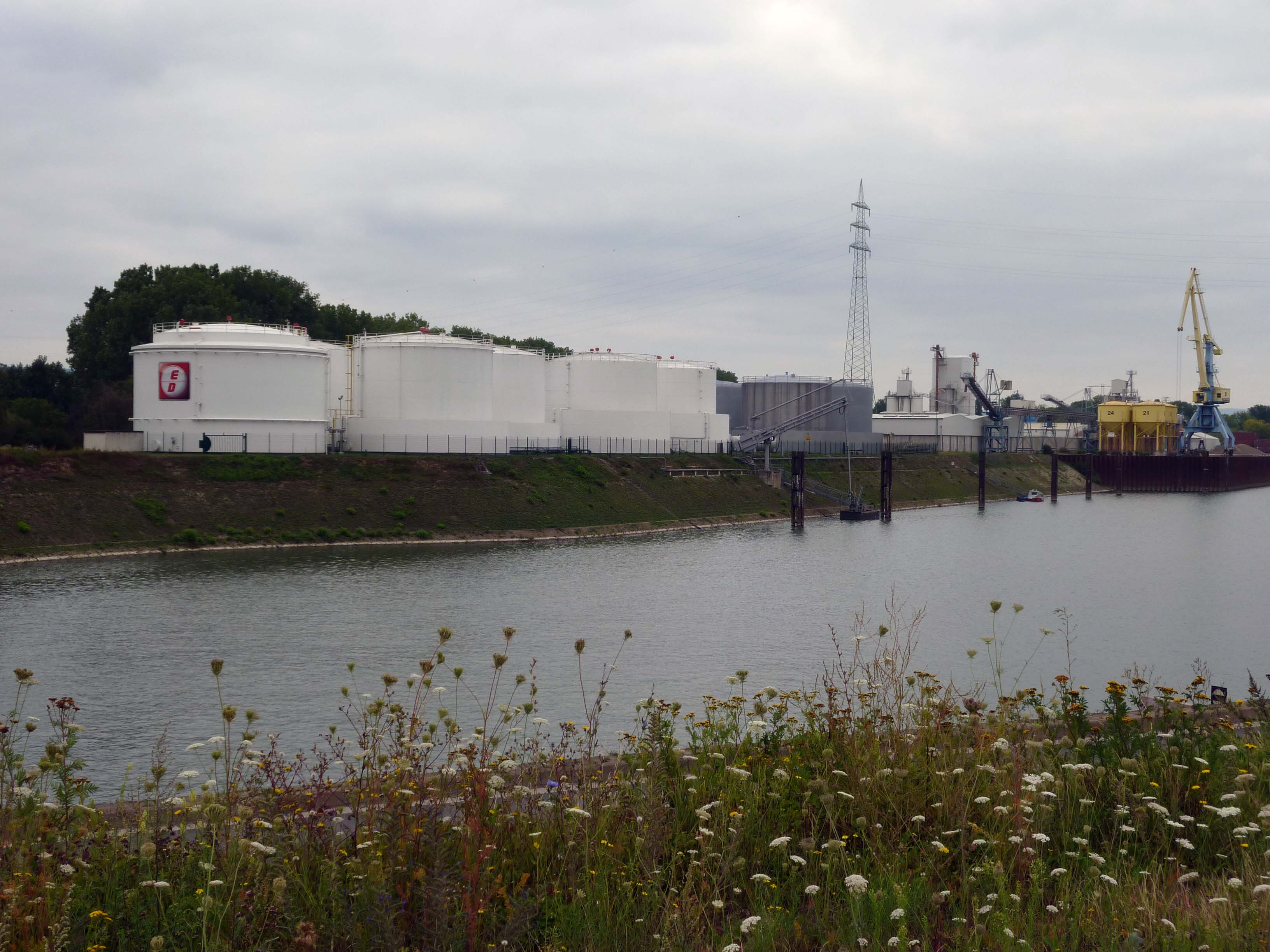
Mineralöllager

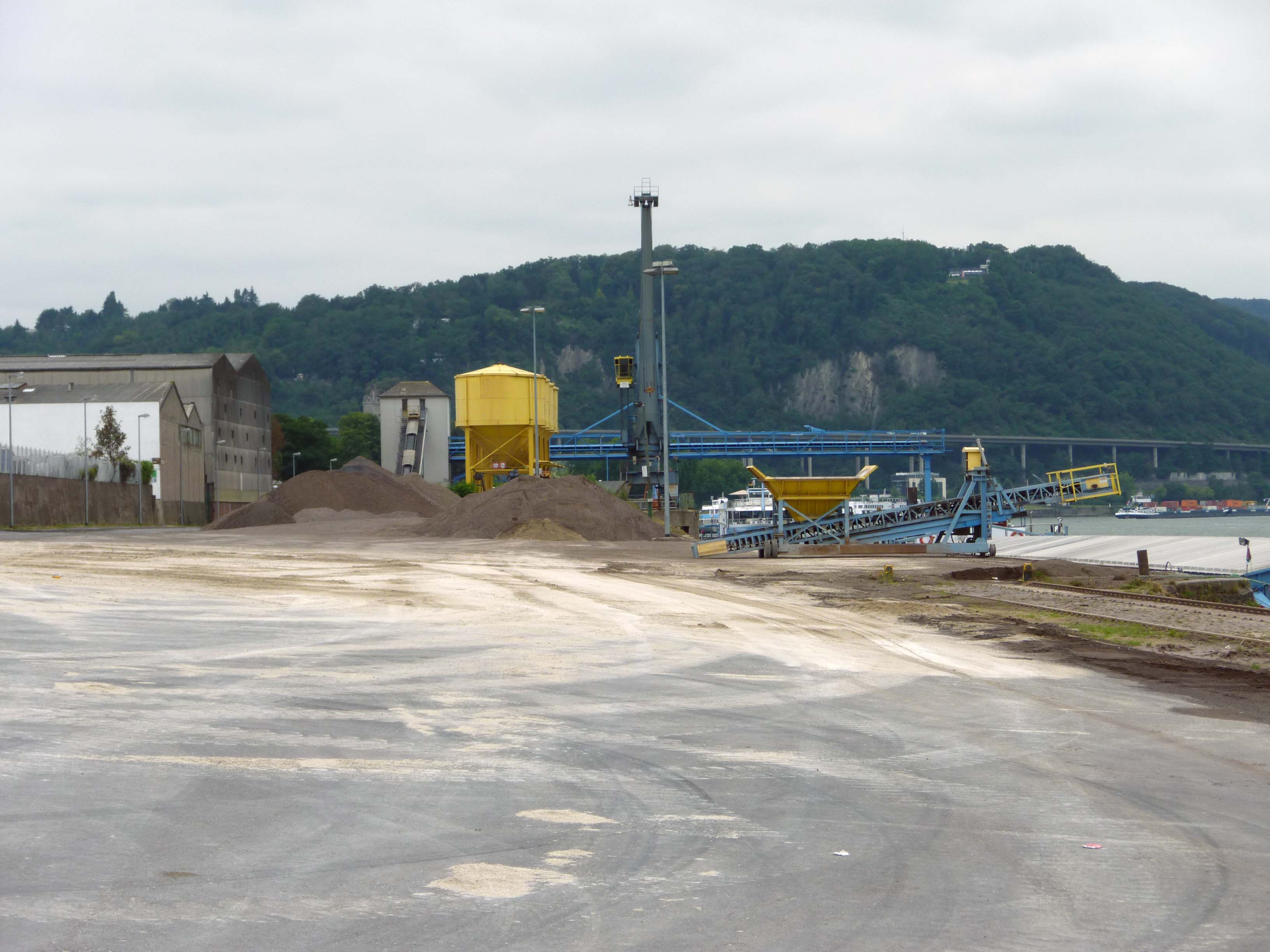
Stromhafen

Der Rheinhafen Andernach ist ein Binnenhafen in Andernach. Der mit einem Güterumschlag von 3,125 Millionen Tonnen (2010) größte Hafen am Mittelrhein wird von den Stadtwerken Andernach betrieben. Er erstreckt sich am Rhein von Stromkilometer 611,7 bis 612,6 und besteht aus dem Stromhafen und einem Hafenbecken.

## Geschichte
Bei Ausgrabungen auf dem Gelände einer ehemaligen Malzfabrik, die zwischen dem Alten Krahnen und dem Bollwerk lag, wurden Beweise für einen Hafen aus der rund 500 Jahre dauernden römischen Herrschaft in Andernach gefunden. Heimische Rohstoffe, Möbel, Salz und Öl wurden ausgeführt, andere Dinge für die Versorgung der Umgebung angelandet. Auch nach der Übernahme Andernachs durch die Franken um 450 n. Chr. verlor der Umschlagplatz Andernach nicht an Bedeutung. Im 8. Jahrhundert wurden immer mehr Basaltmühlsteine und Töpferwaren aus dem Mayener Raum verschifft.
Im 11. Jahrhundert wurde der Hafen erstmals als portus bezeichnet und 1147 der Andernacher Rheinzoll erwähnt. 1559 wurde der Alte Krahnen fertiggestellt, der die bis dahin verwendeten Schwimmkräne ablöste. Im 19. Jahrhundert erlangte der Hafen immer größere Bedeutung für die Verschiffung der vulkanischen Baustoffe. 1879 wurde er an die Linke Rheinstrecke angeschlossen. Da der bisherige Umschlagplatz zwischen dem Alten Krahnen und dem Bollwerk, einer einstigen Zollstation, nicht mehr ausreichte, wurde 1905 beschlossen, eine Rheinwerft von 650 Metern Länge oberhalb des Bollwerks zu bauen. Dieser Stromhafen wurde 1910 fertiggestellt; er hatte einen Gleisanschluss und drei Elektrokräne. Schon 1917 gab es den Plan zum Bau eines 1000 Meter langen Hafenbeckens oberhalb der Rheinwerft.
Nach 1949 wurden, bedingt durch die starke Nachfrage nach Baustoffen, leistungsfähige Bandanlagen, Kräne und Stahlhochsilos im Hafenbereich errichtet. Seit 1970 ist das Hafenbecken in Betrieb.

## Hafenanlagen

### Stromhafen
Der Stromhafen wurde 1910 eingerichtet und hat eine Länge von 919 Metern und eine nutzbare Fahrwasserbreite von 50 Metern. Er dient hauptsächlich zum Umschlag von Baustoffen wie Bims und Lavalit und von Getreide. Dafür stehen vier Bandverladeanlagen und drei Kräne (5, 6 und 8 Tonnen) zur Verfügung. Empfindliche Güter können in verschiedenen Lagerhallen aufbewahrt werden, für die Getreideverladung gibt es ein Getreidesilo mit 23.000 Tonnen Lagerkapazität. Schüttgüter werden auf der befestigten Uferanlage gelagert. 500 Meter des Hafens verfügen über einen Gleisanschluss zur Linken Rheinstrecke.

### Hafenbecken
Das Hafenbecken wurde 1970 eröffnet. Die Hafeneinfahrt liegt bei Kilometer 611,7 und ist 80 Meter breit. 2009/2010 wurde das Becken vergrößert und hat nun eine Länge von 650 Metern und 90 Meter Breite. 1170 Meter sind mit Spundwänden befestigt, im Bereich der Mineralölverladung ist eine schräge Böschung, die Schiffe werden dort an Dalben festgemacht. Die Südseite dient dem Containerumschlag, die Nordseite der Baustoff- und Mineralölverladung. Das Tanklager hat eine Kapazität von 25.000 m³. Dort wurden 2010 rund 500.000 Tonnen Mineralölprodukte für verschiedene Gesellschaften gelöscht. Für den Baustoffumschlag stehen zwei Wippkräne (15 und 45 Tonnen) zur Verfügung.
Auf der Südseite befindet sich das 48.000 m² große Containerterminal, das für trimodalen Verkehr eingerichtet ist. Für die Containerverladung stehen zwei Containerbrücken mit 45 und 50 Tonnen Nutzlast sowie eine überdachte Ladebrücke für empfindliche Güter des Werks Rasselstein (Coils), zwei kleinere Ladebrücken (32 und 6 Tonnen) und ein Wippkran mit 45 Tonnen Tragkraft zur Verfügung. Des Weiteren gibt es noch drei 45-Tonnen-Reach-Stacker, Gabelstapler und einen 45-Tonnen-Wippkran. Auf den Freiflächen können bis zu 4000 Container gelagert werden. Der Gleisanschluss hat eine Länge von 750 Metern. Im gesamten Hafengelände verteilt stehen noch 30 verschließbare Stahlhochsilos, in denen rund 6000 m³ nässeempfindliche Schüttgüter gelagert werden können.
Seit November 2010 verkehrt zwischen dem Hafen und Antwerpen der Containerzug Mittelrhein-Flandern-Express. In den ersten zwei Monaten wurden 430 Waggons abgefertigt. Im ersten Halbjahr 2011 wurden insgesamt 1200 Güterwagen be- und entladen.
Der Containerhafen wird mehrmals wöchentlich fahrplanmäßig von verschiedenen Befrachtern angefahren.

## Güterumschlag

### Ankommende Güter
Im Rheinhafen Andernach kommen die folgenden Güter an: Perlit aus Marokko, Ceolit aus Ungarn, Bims aus Island, Italien, Griechenland, Türkei und Teneriffa, Korund und Bauxit aus China, Kohle aus Südafrika, Streusalz aus Italien.

### Abgehende Güter
Im Rheinhafen Andernach gehen die folgenden Güter ab: Weißblech (Coils), Maschinen, Behälter, Bims, Lava, Basalt, Flugsand und Papiererzeugnisse.
2010 wurden 3,125 Millionen Tonnen verladen, darunter rund 76.000 TEU. Hauptanteil hatten mit 54,1 % Steine und Erden. Der Gesamtumschlag im trimodalen Verkehr betrug rund sieben Millionen Tonnen. Im ersten Halbjahr 2011 wurden 51.379 TEU verladen, ein Zuwachs von 42,5 % gegenüber 2010. Im Januar 2018 wurde der 150.000ste Container seit 2010 für Thyssenkrupp-Rasselstein umgeschlagen.

### Umschlag 2012/2013
2013 erhöhte sich der Umschlag gegenüber 2012 um insgesamt 5,6 Prozent, wobei das Stückgut fast gleich blieb (252.000 to), Massengüter wie Lava und Bims stiegen von 1,98 auf 2,1 Mio. to und der Containerumschlag von 123.000 auf 133.000 TEU.